# Kiyoko Shibuya
Kiyoko Shibuya (japanisch: 渋谷 紀世子, Shibuya Kiyoko; * 1970 in Tokio) ist eine japanische Spezialeffektkünstlerin und Filmproduzentin.

## Leben und Wirken
Shibuya wurde 1970 in Tokio geboren. Nachdem sie in ihrer Kindheit und Jugend Star Wars und Back to the Future gesehen hatte, begann sie sich für die Produktion von Spezialeffekten zu interessieren, was später zu ihrer Anstellung bei Shirogumi, einem Studio für Animation und visuelle Effekte, führte. 1993 begann sie als Digital Composer bei dem Film Daibyonin von Jūzō Itami zu arbeiten. Danach kreierte sie die visuellen Effekte für verschiedene Werbefilme und Filme für Shirogumi in deren Studio in Chōfu, Tokio. Für ihre Arbeit hat sie insgesamt vier VFX-JAPAN Awards gewonnen.
Shibuya hat an jedem Film von Regisseur Takashi Yamazaki mitgearbeitet, unter anderem Returner (2002), Space Battleship Yamato (2010), Eternal Zero (2013) und Parasyte (2014). Außerdem war sie Produzentin der Animationsfilme Yamazakis wie Friends: Mononoke Shima no Naki, Stand by Me Doraemon und Stand by Me Doraemon 2.
Für ihre Arbeit an Godzilla Minus One wurde Shibuya 2024 gemeinsam mit Takashi Yamazaki, Tatsuji Nojima und Masaki Takahashi mit einem Oscar in der Kategorie Beste visuelle Effekte ausgezeichnet.

## Filmografie

### Visuelle Effekte
- 2000: Juvenile (ジュブナイル)
- 2002: Returner – Kampf um die Zukunft (リターナー, engl. Returner)
- 2005: Always san-chōme no yūhi (ALWAYS 三丁目の夕日, engl. Always: Sunset on Third Street)
- 2007: Always san-chōme no yūhi 2 (ALWAYS 続・三丁目の夕日, engl. Always: Sunset on Third Street 2)
- 2009: Ballad (BALLAD 名もなき恋のうた)
- 2010: Space Battleship Yamato (SPACE BATTLESHIP ヤマト)
- 2012: Always Sanchōme no Yūhi '64 (ALWAYS 三丁目の夕日'64, engl. Always: Sunset on Third Street '64)
- 2013: Eternal Zero – Flight of No Return (永遠の0)
- 2014: Parasyte (寄生獣)
- 2015: Parasyte 2 (寄生獣 完結編)
- 2016: Kaizoku to yoba reta otoko (海賊とよばれた男, engl. Fueled: The Man They Called Pirate)
- 2017: Destiny: The Tale of Kamakura
- 2019: Yamato – Schlacht um Japan (アルキメデスの大戦)
- 2022: Yokaipedia
- 2023: Godzilla Minus One (ゴジラ-1.0)

### Produktion
- 2011: Friends: Mononoke Shima no Naki (Friends: もののけ島のナキ, engl. Mononoke: Naki of Monster Island)
- 2014: Sutando Bai Mī Doraemon (STAND BY ME ドラえもん, engl. Stand by Me Doraemon)
- 2019: Doragon Kuesuto Yua Sutōrī (ドラゴンクエスト ユア・ストーリー, engl. Dragon Quest: Your Story)
- 2020: Stand by Me Doraemon 2 (STAND BY ME ドラえもん 2)